# 蜜蜂姐姐
柯羽希（1983年4月2日—），本名柯孟欣，2016年離開東森幼幼台後改名柯又晨，之後又改名為柯羽希，舊藝名蜜蜂姐姐，台灣女藝人，小學時曾經是手球、籃球校隊。家中排行老么，上有一個姐姐。曾為台灣東森幼幼台旗下兒童團體「YOYO家族」成員之一。除兒童電視節目主持外，她還會在一些大型兒童綜藝節目中演出及不時參加綜藝節目通告。

## 主持節目
- 台北海洋館現場主持人–天使魚姐姐
- YoYo點點名
- YoYo樂翻天
- YoYo嘻遊記
- 親子CALL CALL樂
- 我要出去玩（與香蕉哥哥主持）
- Hikids小玩家
- 悠遊小學認知教室
- 族語原遊會（與戴立威主持）（原住民族電視台）
- 童話故事箱
- 世界繪本得獎精選（與香蕉哥哥主持）
- YoYo童話世界（與西瓜哥哥、草莓姐姐、彩虹姐姐、月亮姐姐主持）
- 歡樂大合戰（與浩角翔起主持）
- 超級總動員（第一季-第十季）（與浩角翔起主持）
- 星光少女卡拉歡唱大賽（與蝴蝶姐姐主持）
- i運動
- YOYO嘻遊記(第四代主持人 與西瓜哥哥共同主持)
- 跟著食物去旅行GO

## 專輯作品
- YoYo點點名
  - 3–YoYo Love You
  - 4–快樂木屐鞋
  - 5–郊遊點點名
  - 6–夢想專賣店
  - 舞蹈教室 精選特輯
  - 7–YoYo嘿嗨哈
  - 8–動物音樂課
  - 9–愛是大明星
  - 金曲大點名 精選輯
  - 10–點十成金
  - 11–V.V.I.P
  - 12–YoYo百分百
- YoYo idol 心情寫真札記
- 甜蜜童話屋（有聲故事書）

## 歌曲演唱
- YoYoMan卡通插曲「忘掉戰鬥」、片尾曲「嘩啦啦」
- Mazda5廣告歌曲
- 「森林總動員」卡通同名插曲

## 戲劇
- 2009年兩廳院管風琴親子音樂會–輕輕公主（飾 輕輕公主）
- 2014年萌學園六復活之戰(飾 蘑朵)

## 廣告代言
- 2001屈臣氏美顏大賞最佳美眼獎
- 山葉鋼琴教室
- 戒菸宣導
- 花蓮海洋公園
- 乖乖
- 台北富邦銀行信用卡
- 雀巢克寧奶粉雙料贏家
- 六福村主題樂園
- 福特六和汽車「YoYo·熊·童樂會」
- 2006世界地球日–利樂包宣導
- YoYo故事屋
- YoYo幼兒園
- Hearty童裝 2006、2007、2008年度代言人
- Mazda5
- 台北市政府衛生局護眼健齒宣導
- 統一超商OPEN小將–OPEN轉運舞
- 台灣糖業公司台糖果寡醣
- 必治妥施貴寶美強生A+系列營養品
- 台北市政府消防局消防安全宣導–臥室篇
- 2010 YoYo TV暨兒福聯盟母親節公益廣告

## 個人部落格
- 蜜蜂姊姊Facebook粉絲專頁 （页面存档备份，存于）
- 蜜蜂姊姊微博
- 柯又晨的Instagram账号